# Torre di Poggio Natalino
La torre di Poggio Natalino è un semaforo marittimo dismesso situato nel comune di monte Argentario. La sua ubicazione è alla sommità dell'omonimo poggio che domina la costa occidentale del promontorio dell'Argentario, poco a est della torre della Cacciarella.

## Storia
La torre fu costruita alla fine dell'Ottocento quando l'intera zona era oramai sotto la giurisdizione del Regno d'Italia. La sua realizzazione fu voluta per svolgere funzioni di avvistamento, integrandosi con il forte del Pozzarello (costruito nella stessa epoca) e con la Torre di Punta Telegrafo di origine napoleonica. Inoltre, presso la torre fu attivata una postazione semaforica per segnalazioni luminose durante le ore notturne, al fine di poter segnalare il corrispondente tratto costiero ai natanti in transito. Durante il secolo scorso la torre fu gradualmente dismessa dalle funzioni militari di avvistamento e anche da quelle semaforiche, a seguito dell'attivazione del più moderno e funzionale faro di Lividonia in un'ubicazione più prossima alla costa; in seguito, la struttura fu venduta a privati e trasformata in annesso agricolo.

## Architettura
Della torre di Poggio Natalino, che originariamente si presentava a pianta rettangolare disposta su più livelli, rimangono soltanto i resti murari del basamento, a seguito del crollo della parte superiore dovuta all'incuria che si è protratta nel corso del tempo, e della sua completa trasformazione avvenuta dopo la definitiva dismissione.